# BESTIEM (アルバム)
『BESTIEM』(ベスティム）は、日本のガールズ・デュオ「BESTIEM」1枚目のアルバム。
2017年8月2日にBrand-New Musicからリリース。音楽クリエイター 伊秩弘将の提供楽曲を主体とする全6曲収録。

## 背景・制作
元アイドリング!!!のメンバーだった関谷真由・古橋舞悠が、ガールズ・デュオ「W・Mayu」の活動を経て「BESTIEM」と改名。初夏に正式デビューして発表した、セルフタイトルのアルバム。全6曲収録。
かつて両名が並行して所属していたアイドリング!!!の派生ユニット「NEO fromアイドリング!!!」の担当音楽プロデューサーだった伊秩弘将が主要楽曲を提供し、同スタッフの佐久間誠が全編曲を務めた。また、同氏プロダクションの同僚・林田健司らも楽曲提供に協力した。
リード曲
伊秩弘将提供の収録曲「HANABI」はリード曲に指定されたバラードで、事実上のデビュー曲となっている。メンバーは「ハモりのハーモニーを意識した」と解説している。

## リリース / プロモーション
リリース関連の企画
特典企画
- 各地で実施したリリースイベントの購入者に、直筆サイン入りのオリジナルフォトを進呈。
- 発売月以降の購入者には、アルバムに希望メンバー1名の直筆サイン入り、もしくは希望メンバー1名との2ショット撮影 (携帯かスマホのみ。2枚購入者は両名3ショットほか)。

アルバムのプロモーションで、以下のメディアに出演した。
テレビ番組
- J:COM Seaside Studio (2017年8月26日、J:COMテレビ)
- Woman don't cry-Your Soundtrack on Spotify (2017年9月4日 - 10月2日、スペースシャワーTV)
- 真夜中のおバカ騒ぎ! (2017年10月19日 / 21日、千葉テレビ / TOKYO MX)

配信番組
- 安田大サーカスクロちゃんのアイドルステーション (2017年7月13日、ニコニコ生放送/FRESH!)
- TOKYO IDOL FESTIVAL 2017 (2017年8月4日 - 6日、SHOWROOM/FOD/Rakuten TV/ニコニコチャンネル/ニコニコ生放送)
- 小柳ゆき I'm Fun Area (2017年8月11日、ツイキャス)

ラジオ番組
- 安田大サーカスクロちゃんのアイドルステーション (2017年7月13日、目黒FM)[3]
- God Bless Saturday (2017年7月22日、FMヨコハマ)
- Tresen (2017年8月7日、FMヨコハマ)[4]
- 小柳ゆき I'm Fun Area (2017年8月11日、FM-FUJI)
- 島田秀平の開運ラジオ (2017年8月26日ほか、AM放送 各ネット局)
- HITS! THE TOWN (2017年8月26日、FM NACK5)
- もしかして どぶろっくだけど!? (2017年9月2日ほか、AM放送 各ネット局)

## アートワーク / ミュージック・ビデオ
アートワーク
ジャケットおよびステージ衣装は関谷真由が白、古橋舞悠が黒をイメージカラーとしている。
ミュージック・ビデオ
メディアとタイアップしたリード曲「HANABI」と「Real Voice」のミュージック・ビデオが制作され、フルバージョンをYouTubeで公開。「HANABI」には、俳優・西野龍太と與座亘が客演した。

## ライブ・パフォーマンス
発売記念インストアイベント・ミニライブを、以下の日時・場所で実施した。
1stアルバム『BESTIEM』 発売記念ミニライブ (2017年)
- 7月15日/7月16日/8月2日 HMVエソラ池袋店
- 7月17日/7月30日 タワーレコードららぽーと立川立飛店
- 8月1日 タワーレコード池袋店
- 8月3日 タワーレコード八王子店
- 8月13日 TSUTAYA IKEBUKURO AKビル店
- 8月19日 新星堂 池袋サンシャインアルタ店
- 8月20日 タワーレコード川崎店

客演・ライブイベント
収録曲は初のワンマンライブを始め、以下各地イベントなどでライブ披露した。
- IJICHI's Living Door (恵比寿天窓.switch / 千駄ヶ谷GRAPES KITASANDO / 東新宿 真昼の月夜の太陽)
2017年 vol.260 (5月17日),vol.264 (6月15日), vol.268 (7月18日), vol.271 (8月2日), vol.272 (8月12日), vol.278 (9月12日), vol.281 (9月26日), vol.284 (10月17日), vol.285 (10月23日)
- SELENE Presents『MUSIC LINE』(2017年7月15日、白金高輪 SELENE b2)
- お台場みんなの夢大陸『真夏のアイドルライブ』(2017年7月25日・8月14日、フジテレビ本社屋マイナビステージ)
- TOYOSU SeaSide Fes Next '17 〜SUMMER〜 (2017年7月29日、アーバンドック ららぽーと豊洲)
- BESTIEM 1st LIVE (2017年7月31日、渋谷DESEO mini)
- TOKYO IDOL FESTIVAL 2017 (2017年8月4日 - 6日、フジテレビ本社屋/お台場特設会場)[8]
- SUMMER SONIC 2017『IDOL SONIC』(2017年8月20日、幕張メッセ)[9]
- BESTIEM フリーライブ (2017年9月23日、渋谷マルイ)
- 有楽町ベンチーズ主催ライブ公式戦第3戦『ベンチーズの純情なセプテンバー』(2017年9月28日、渋谷Milkyway)
- 大妻多摩祭 (2017年10月29日、大妻女子大学)
- BESTIEM 2nd LIVE (2017年10月30日、渋谷DESEO mini)[10]

## メディアでの使用
収録曲は以下のメディアで使用された。
「HANABI」
- FM TARO『HOT POWER SPIN!』2017年8月度パワープレイ

「Real Voice」
- フジテレビ系『全力!脱力タイムズ』2017年8月 - 9月度エンディングテーマ

## 収録トラック
| 全編曲: 佐久間誠。 |                        |            |           |       |
| #                  | タイトル               | 作詞       | 作曲      | 時間  |
| 1.                 | 「HANABI」             | 伊秩弘将   | 伊秩弘将  | 4:49  |
| 2.                 | 「Real Voice」         | 伊秩弘将   | 林田健司  | 4:06  |
| 3.                 | 「Just the Two of Us」 | 伊秩弘将   | 伊秩弘将  | 4:38  |
| 4.                 | 「Think about you」    | 山本成美   | YUMA      | 3:42  |
| 5.                 | 「Endless Journey」    | 海老根祐子 | YUMA      | 4:43  |
| 6.                 | 「約束」               | 伊秩弘将   | 伊秩弘将  | 5:13  |
| 合計時間:          | 合計時間:              | 合計時間:  | 合計時間: | 27:11 |